# Joseph Meister
Joseph Meister (Parigi, 21 febbraio 1876 – Parigi, 24 giugno 1940) è stato il primo essere umano trattato con un vaccino post-esposizione, da Louis Pasteur. Grazie a tale trattamento non si ammalò di rabbia nonostante morso da un cane rabido; in seguito fu collaboratore dell'Istituto Pasteur.

## L'attacco del cane e la decisione della cura
All'età di 9 anni Joseph fu morso da un cane rabbioso, e praticamente il suo destino era segnato poiché la saliva dell'animale gli aveva certamente trasmesso la malattia: sul suo corpo erano presenti 14 ferite causate dal cane. Dall'Alsazia fu quindi condotto dalla madre da Pasteur, che aveva fatto vari esperimenti sull'uso di materiale biologico di animali affetti da rabbia per immunizzare individui sani, ma questi esperimenti fino ad allora avevano coinvolto soltanto animali.
Pasteur era ultrasessantenne e già molto famoso, ed un fallimento come la morte di un bambino (sebbene causato dalla rabbia che già lo aveva infettato) avrebbe macchiato irrimediabilmente la sua carriera, ma la situazione lo convinse. Egli non era un medico, praticare direttamente le inoculazioni sarebbe stato oggetto di forte critica da parte della comunità scientifica; chiese quindi ad un medico di effettuare le iniezioni, sotto la sua supervisione.
Joseph comprensibilmente non voleva farsi iniettare il materiale, cosa che ai tempi avveniva praticando taglietti sul torace, si narra che Pasteur lo portò nel suo laboratorio mostrando gli effetti della rabbia sugli animali e il destino a cui il bambino stesso andava incontro. In tal modo riuscì ad ottenere anche la collaborazione di Joseph.

## La terapia
La terapia consisteva appunto nell'inoculazione di materiale biologico di animali infetti, in particolare midollo di coniglio; tale materiale era stato trattato e teoricamente l'agente patogeno in esso era stato reso innocuo. Il primo giorno per l'iniezione fu usato il midollo trattato per 14 giorni, ed ogni giorno si utilizzava materiale biologico trattato per un tempo minore e quindi più pericoloso. L'ultima iniezione, effettuata il decimo giorno, conteneva praticamente l'agente patogeno attivo, e come sperato il bambino non si ammalò di rabbia, dimostrando la vittoria sulla malattia.
In seguito centinaia di persone morse da animali rabbiosi furono trattate, in tutti i casi eccetto uno i pazienti guarirono.

## Morte
Joseph Meister in seguito studiò e collaborò con Pasteur ed il suo istituto. Si suicidò all'età di 64 anni, pochi giorni dopo l'occupazione nazista della Francia. L'ipotesi più nota è che il gesto fu causato dalla profanazione della tomba di Pasteur da parte dei tedeschi, ma in realtà i giornali dell'epoca raccontano che si tolse la vita sentendosi in colpa per la presunta morte dei suoi familiari. Tuttavia, per una tragica coincidenza, i suoi familiari non erano morti ma tornarono il giorno stesso in cui si tolse la vita.